# 阿尔弗雷多·罗塔
阿尔弗雷多·罗塔（義大利語：Alfredo Rota，1975年7月21日—），生于米兰，意大利男子击剑运动员，主攻重剑。他曾参加2000年、2004年和2008年三届夏季奥林匹克运动会，共收获一枚金牌和一枚铜牌。